# 193 (nombre)
« Cent quatre-vingt-treize » redirige ici. Pour l'année, voir 193.
193 (cent quatre-vingt-treize ou cent nonante-trois) est l'entier naturel qui suit 192 et qui précède 194.

## En mathématiques
Cent quatre-vingt-treize est :
- un nombre premier.
- un nombre premier long.
- un nombre premier jumeau avec 191.
- un nombre premier cousin avec 197.
- un nombre premier sexy avec 199.
- un nombre premier de Proth.

## Dans d'autres domaines
Cent quatre-vingt-treize est aussi :
- Années historiques : -193, 193